# Selección masculina de voleibol de Brasil
La selección de voleibol de Brasil (en portugués: Seleção Brasileira de Voleibol) es la selección nacional que representa a Brasil en las competiciones internacionales de voleibol masculino. Está organizada y dirigida por la Confederação Brasileira de Voleibol (CBV), afiliada a la Confederación Sudamericana de Voleibol (CSV) y a la Federación Internacional de Voleibol (FIVB).

## Historia
El momento cumbre de la selección en competiciones internacionales fue en el Campeonato Sudamericano Masculino de Voleibol de 1951 antes incluso de la fundación de la Confederación Brasileña de Voleibol. Sus resultados deportivos empezaron a aparecer de forma consistente en la década de 1980 y a partir del siglo XXI, la selección se convierte en la potencia mundial del deporte, ganando 17 de 21 torneos disputados y logrando subir al podio en tres ocasiones más.
Ha disputado todas las ediciones de los Juegos Olímpicos: en la edición de Los Ángeles 1984 gana su primera medalla, la de plata, tras ser derrotada en la final por Estados Unidos (0-3). Ocho años después en la edición de Barcelona 1992 gana su primer título olímpico derrotando a los Países Bajos en la final 3-0 y su segundo en Atenas 2004 venciendo a Italia (3-1). En las ediciones de Pekín 2008 y de Londres 2012 se queda con la medalla de plata tras perder nuevamente ante Estados Unidos (1-3) y Rusia (2-3).
Bajo el mando de Bernardinho ha ganado tres ediciones consecutivas del Campeonato Mundial en 2002, 2006 y 2010, siendo la segunda selección de la historia en conseguir el triplete después de Italia, campeona en 1990, 1994 y 1998. En el Mundial de Polonia 2014 pierde la oportunidad de convertirse en la primera selección en ganar cuatro mundiales en seguida, siendo derrotada (1-3) por la anfitriona en la gran final. 
Además ha ganado por nueve veces la Liga Mundial (récord) y todas la ediciones del Campeonato Sudamericano en las cuales ha participado, excepto la edición celebrada en 2023.

## Palmarés

### Global
Juegos Olímpicos
- Campeón (3): 1992, 2004, 2016
- Subcampeón (3): 1984, 2008, 2012

Campeonato Mundial
- Campeón (3): 2002, 2006, 2010
- Subcampeón (3): 1982, 2014, 2018
- Tercer lugar (1): 2022

Copa Mundial
- Campeón (3): 2003, 2007, 2019
- Tercer lugar (3): 1981, 1995, 2011

Liga de Naciones
- Campeón (1): 2021

Liga Mundial
- Campeón (9): 1993, 2001, 2003, 2004, 2005, 2006, 2007, 2009, 2010
- Subcampeón (7): 1995, 2002, 2011, 2013, 2014, 2016, 2017
- Tercero (4): 1990, 1994, 1999, 2000

Grand Champions Cup
- Campeón (5): 1997, 2005, 2009, 2013, 2017
- Subcampeón (2): 1993, 2001

### Continental
Copa América
- Campeón (1): 2025

Campeonato Sudamericano
- Campeón (33): 1951, 1956, 1958, 1961, 1962, 1967, 1969, 1971, 1973, 1975, 1977, 1979, 1981, 1983, 1985, 1987, 1989, 1991, 1993, 1995, 1997, 1999, 2001, 2003, 2005, 2007, 2009, 2011, 2013, 2015, 2017, 2019, 2021
- Subcampeón (1): 2023

Copa Panamericana
- Campeón (3): 2011, 2013, 2015
- Subcampeón (2): 2018, 2023

Juegos Panamericanos
- Campeón (5): 1963, 1983, 2007, 2011, 2023
- Subcampeón (7): 1959, 1967, 1975, 1979, 1991, 1999, 2015
- Tercer lugar (5): 1955, 1971, 1987, 2003, 2019

## Estadísticas

### Juegos Olímpicos
- Tokío 1964: 7°
- México 1968: 9°
- Múnich 1972: 8°
- Montreal 1976: 7°
- Moscú 1980: 5°
- Los Ángeles 1984: 2°
- Seúl 1988: 4°
- Barcelona 1992: 1°
- Atlanta 1996: 5°
- Sídney 2000: 6°
- Atenas 2004: 1°
- Pekín 2008: 2°
- Londres 2012: 2°
- Río de Janeiro 2016: 1°
- Tokio 2020: 4°
- París 2024: 8°

### Campeonato Mundial
- 1949: No participó
- 1952: No participó
- 1956: 11°
- 1960: 5°
- 1962: 10°
- 1966: 13°
- 1970: 12°
- 1974: 9°
- 1978: 6°
- 1982: 2°
- 1986: 4°
- 1990: 4°
- 1994: 5°
- 1998: 4°
- 2002: 1°
- 2006: 1°
- 2010: 1°
- 2014: 2°
- 2018: 2°
- 2022: 3°

### Copa Mundial
- 1965: No participó
- 1969: 6°
- 1977: 8°
- 1981: 3°
- 1985: 4°
- 1989: 5°
- 1991: 6°
- 1995: 3°
- 1999: 5°
- 2003: 1°
- 2007: 1°
- 2011: 3°
- 2015: No participó
- 2019: 1°

### Liga Mundial
- 1990: 3°
- 1991: 5°
- 1992: 5°
- 1993: 1°
- 1994: 3°
- 1995: 2°
- 1996: 5°
- 1997: 5°
- 1998: 5°
- 1999: 3°
- 2000: 3°
- 2001: 1°
- 2002: 2°
- 2003: 1°
- 2004: 1°
- 2005: 1°
- 2006: 1°
- 2007: 1°
- 2008: 4°
- 2009: 1°
- 2010: 1°
- 2011: 2°
- 2012: 6°
- 2013: 2°
- 2014: 2°
- 2015: 5°
- 2016: 2°
- 2017: 2°

### Liga de Naciones
- 2018: 4° puesto
- 2019: 4° puesto
- 2021: 1°
- 2022: 6° puesto
- 2023: 6° puesto
- 2024: 7° puesto

### Juegos Panamericanos
- 1955: 3°
- 1959: 2°
- 1963: 1°
- 1967: 2°
- 1971: 3°
- 1975: 2°
- 1979: 2°
- 1983: 1°
- 1987: 3°
- 1991: 2°
- 1995: 7° puesto
- 1999: 2°
- 2003: 3°
- 2007: 1°
- 2011: 1°
- 2015: 2°
- 2019: 3°
- 2023: 1°

### Campeonato Sudamericano
- 1951: 1°
- 1956: 1°
- 1958: 1°
- 1961: 1°
- 1962: 1°
- 1964: No participó
- 1967: 1°
- 1969: 1°
- 1971: 1°
- 1973: 1°
- 1975: 1°
- 1977: 1°
- 1979: 1°
- 1981: 1°
- 1983: 1°
- 1985: 1°
- 1987: 1°
- 1989: 1°
- 1991: 1°
- 1993: 1°
- 1995: 1°
- 1997: 1°
- 1999: 1°
- 2001: 1°
- 2003: 1°
- 2005: 1°
- 2007: 1°
- 2009: 1°
- 2011: 1°
- 2013: 1°
- 2015: 1°
- 2017: 1°
- 2019: 1°
- 2021: 1°
- 2023: 2°

## Categorías inferiores
| Competición               |   |   |   | Total |
| ------------------------- | - | - | - | ----- |
| Campeonato Mundial Sub-23 | 1 | 0 | 0 | 1     |
| Sudamericano Sub-23       | 2 | 0 | 0 | 2     |
| Total                     | 3 | 0 | 0 | 3     |

| Competición               |    |    |   | Total |
| ------------------------- | -- | -- | - | ----- |
| Campeonato Mundial Sub-21 | 4  | 6  | 4 | 14    |
| Sudamericano Sub-21       | 21 | 5  | 0 | 26    |
| Total                     | 25 | 11 | 4 | 40    |

| Competición               |    |   |   | Total |
| ------------------------- | -- | - | - | ----- |
| Campeonato Mundial Sub-19 | 6  | 1 | 0 | 7     |
| Sudamericano Sub-19       | 17 | 6 | 0 | 23    |
| Total                     | 23 | 7 | 0 | 30    |

| Competición         |   |   |   | Total |
| ------------------- | - | - | - | ----- |
| Sudamericano Sub-17 | 2 | 1 | 0 | 3     |
| Total               | 2 | 1 | 0 | 3     |

## Premios individuales
| André Luiz da Silva Nascimento - MVP de la Copa dos Campeões de 2005 Giba - MVP de los Juegos Olímpicos de Atenas de 2004 - MVP de la Campeonato Mundial de 2006 - MVP de la Copa do Mundo de 2007 - MVP de la Liga Mundial de 2006 - MVP de la Campeonato Mundial sub-19 de 1993 Giovane Gavio - MVP de la Liga Mundial de 1993 Maurício - MVP del Campeonato Mundial sub-21 de 2009 | Murilo Endres - MVP de los Jogos Olímpicos de Londres de 2012 - MVP del Campeonato Mundial de 2010 - MVP de la Liga Mundial de 2010 - MVP del Torneio Hubert Jerzeg Wagner de 2010 Paulo Silva - MVP de la Copa Pan-Americana de 2011 Ricardinho - MVP del Liga Mundial de 2007 Serginho - MVP del Liga Mundial de 2009 - MVP del Campeonato Sul-Americano de 2011 |

## Jugadores destacados
- André Nascimento
- Bruno Mossa de Rezende
- Dante Amaral
- Gilberto Godoy Filho
- Giovane Gavio
- Gustavo Endres
- Murilo Endres
- Nalbert Bitencourt
- Ricardo Garcia
- Sérgio Dutra Santos
- Moisés Cezar Dos Santos